# لورني كامبل
لورني كامبل هو لاعب هوكي الجليد كندي، ولد في 8 أكتوبر 1879 في مونتريال في كندا، وتوفي في 6 مايو 1957.